# Patatra mathani
Patatra mathani är en skalbaggsart som beskrevs av Soula 2008. Patatra mathani ingår i släktet Patatra och familjen Rutelidae. Inga underarter finns listade i Catalogue of Life.